# Puente del Tercer Milenio
El puente del Tercer Milenio es un puente de la ciudad de Zaragoza  (Aragón, España), situado sobre el río Ebro y que conecta los barrios de Las Delicias y La Almozara con el barrio del ACTUR-Rey Fernando.
Es el mayor puente de arco en hormigón suspendido del mundo. El puente, obra del ingeniero Juan José Arenas de Pablo, fue inaugurado el 7 de junio de 2008 y supone el tramo principal de la Ronda del Rabal, el último tramo del Tercer Cinturón de Zaragoza. Fue construido como parte de las infraestructuras del recinto ferial de la Exposición Internacional de Zaragoza de 2008 constituyendo durante la misma el principal acceso al recinto.
Fue ganador del primer Premio de Ingeniería de ACHE en la categoría de obra civil, organizado por la Asociación Científico-Técnica del Hormigón Estructural.

## Descripción
Es un puente arco atirantado por el tablero, con una estructura de arco. El arco, de hormigón blanco, tiene 216 metros de luz, con 35 metros de altura sobre el tablero, 5,5 m de ancho y 2 m de profundidad. Su peso es de 5000 T. El tablero tiene 270 metros de longitud, 43 metros de ancho y pesa 24 000 T. Está constituido por 6 carriles de circulación de automóviles, 2 carriles para bicicletas y 2 paseos peatonales acristalados. Desde el arco y para soportar el tablero se distribuyen dos familias de 32 péndolas o cables (64 péndolas en total) soportando cada una de ellas una carga aproximada de 300 T. Las péndolas separan en el tablero del puente los viales (automóviles y bicicletas) de los paseos (peatones). Los paseos están cubiertos por estructuras metálicas curvas acristaladas que protegen a los peatones de las inclemencias meteorológicas.

## Construcción
- Fue resultado de un convenio suscrito entre el Ministerio de Fomento, GIF, Renfe, el Ayuntamiento de Zaragoza y la Diputación General de Aragón.
- Su construcción fue promovida por la sociedad Alta Velocidad 2002 S.A.
- La empresa adjudicataria fue Dragados S.A.
- El plazo de ejecución fue de 18 meses.
- El presupuesto fue de 22 868 479 euros.

## Galería de imágenes

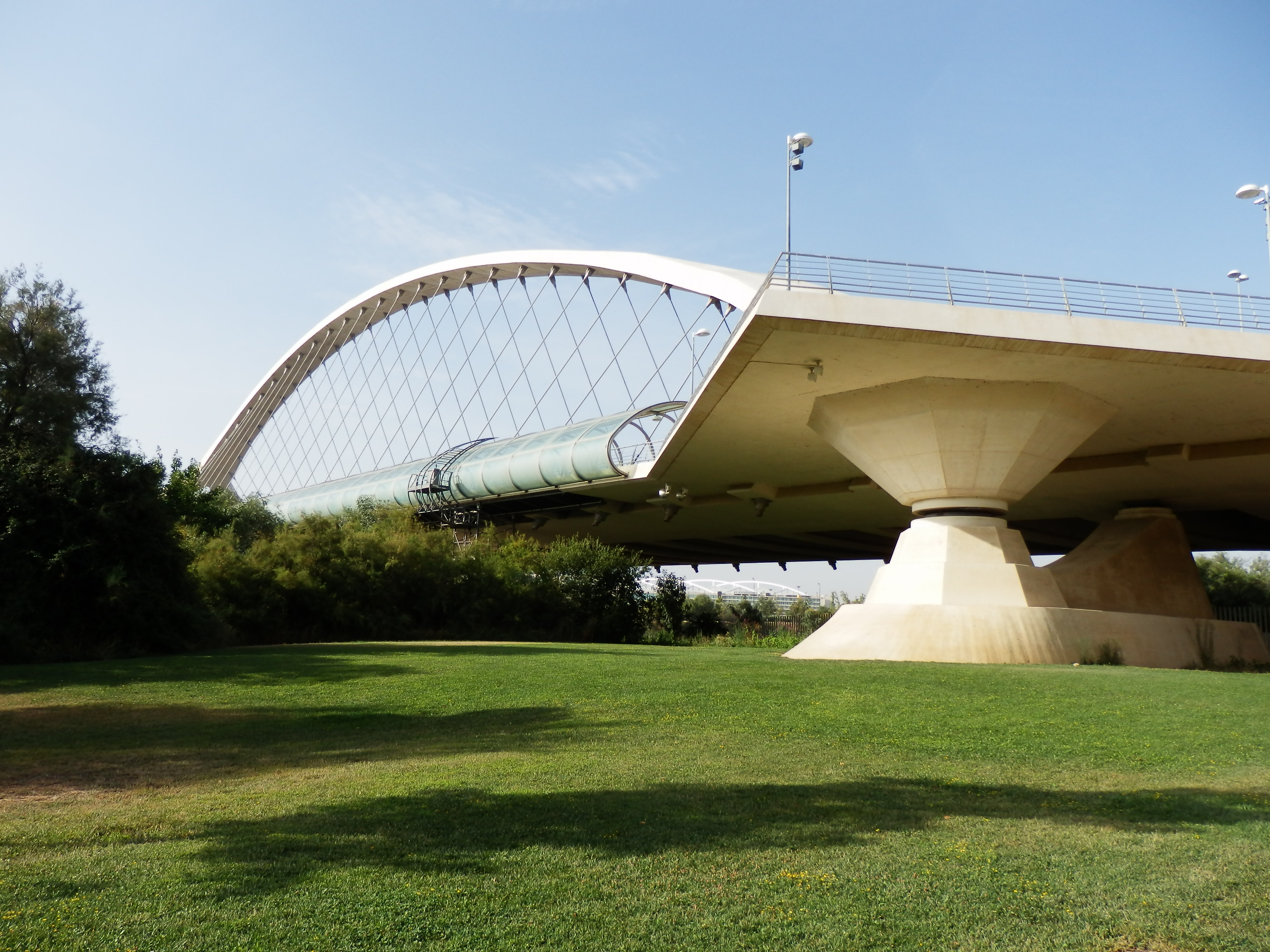
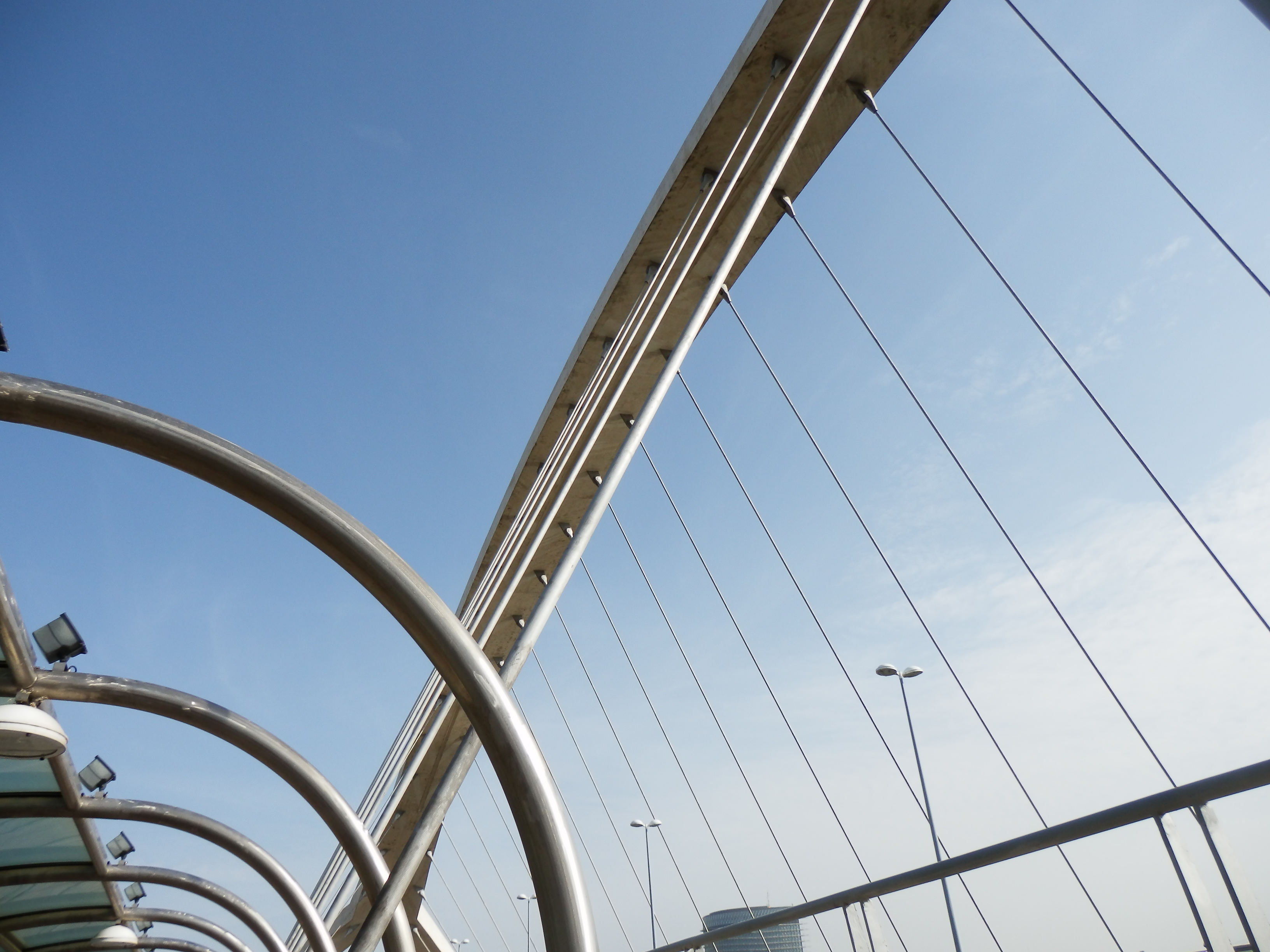
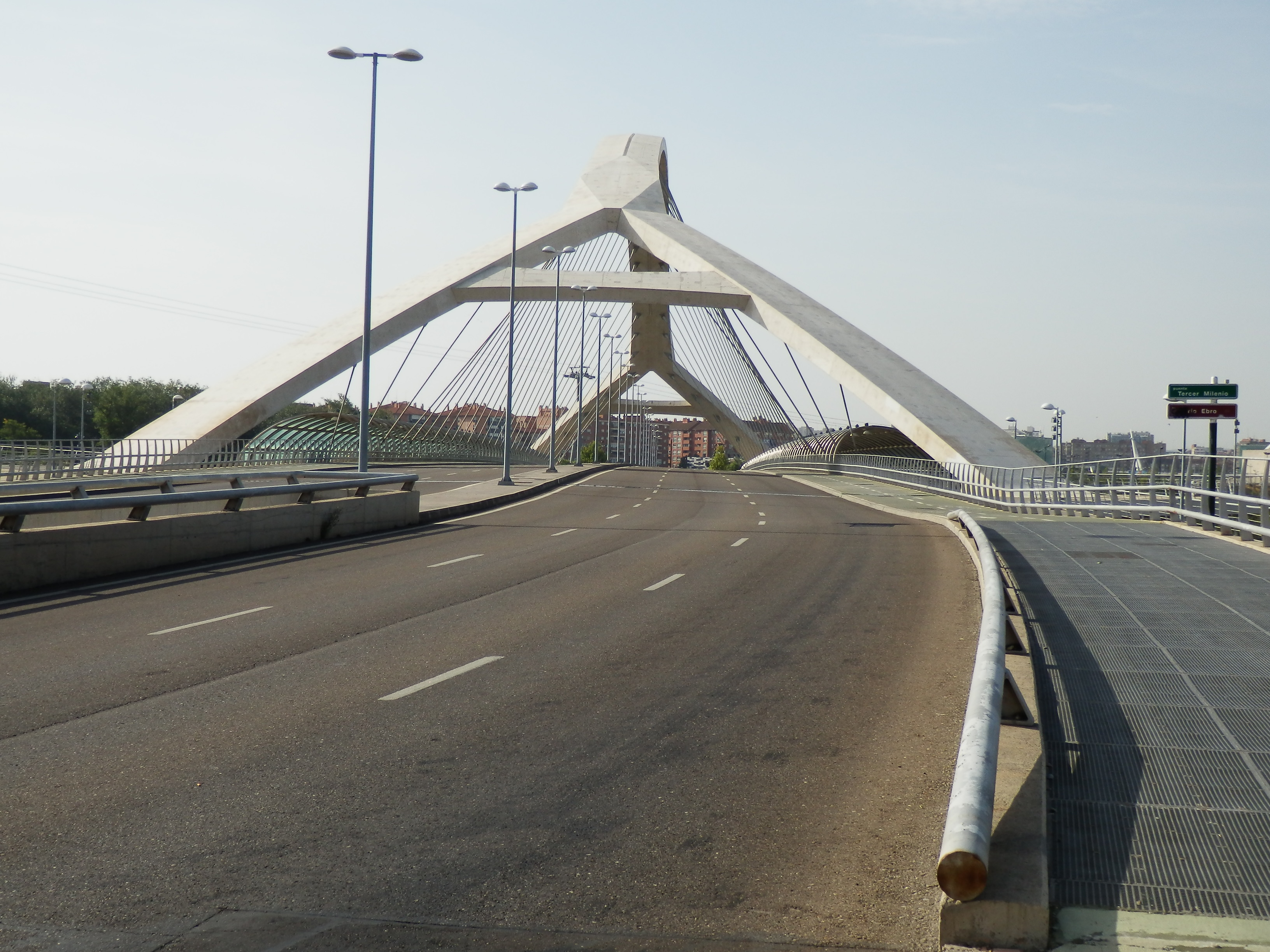
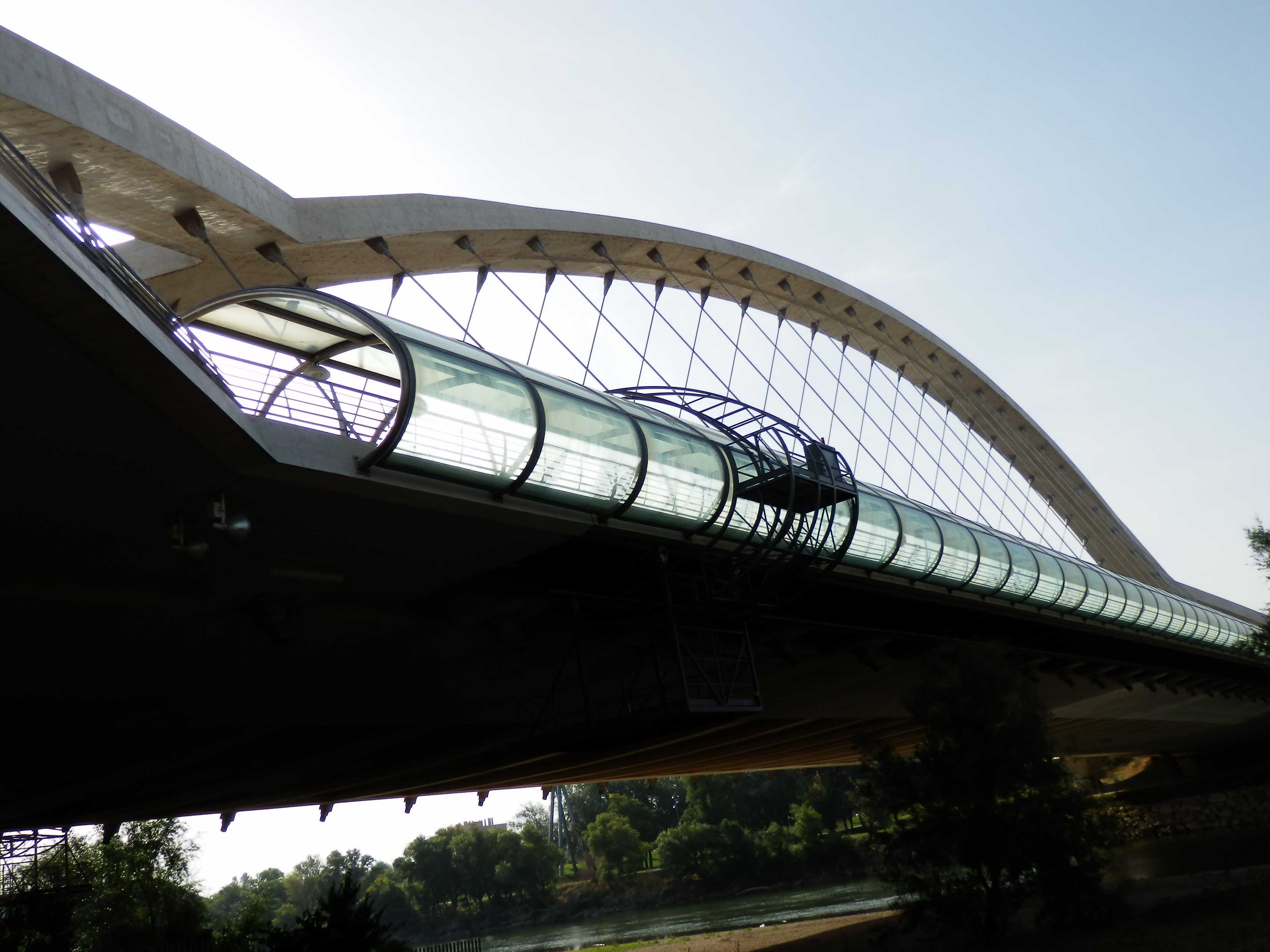
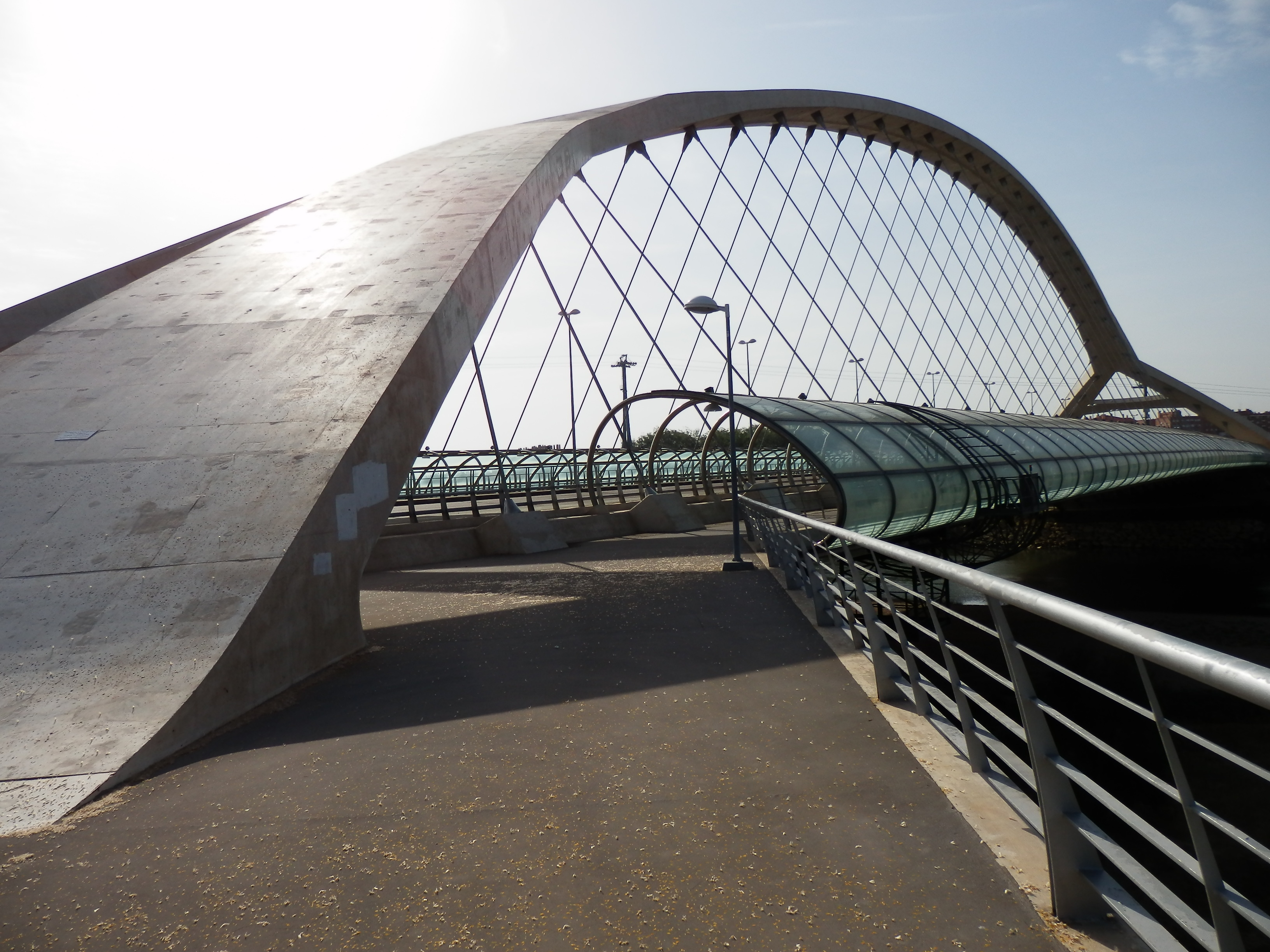
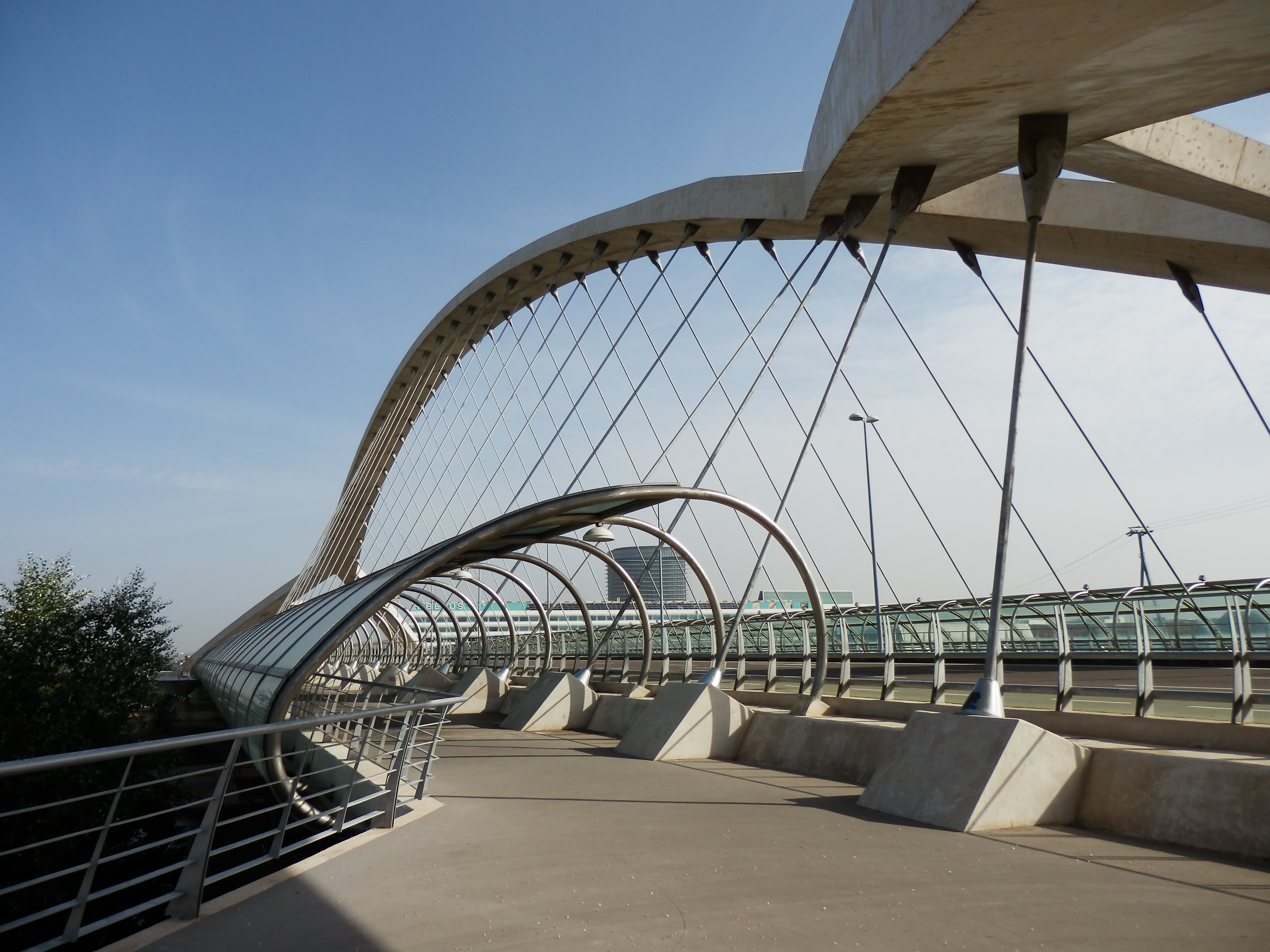
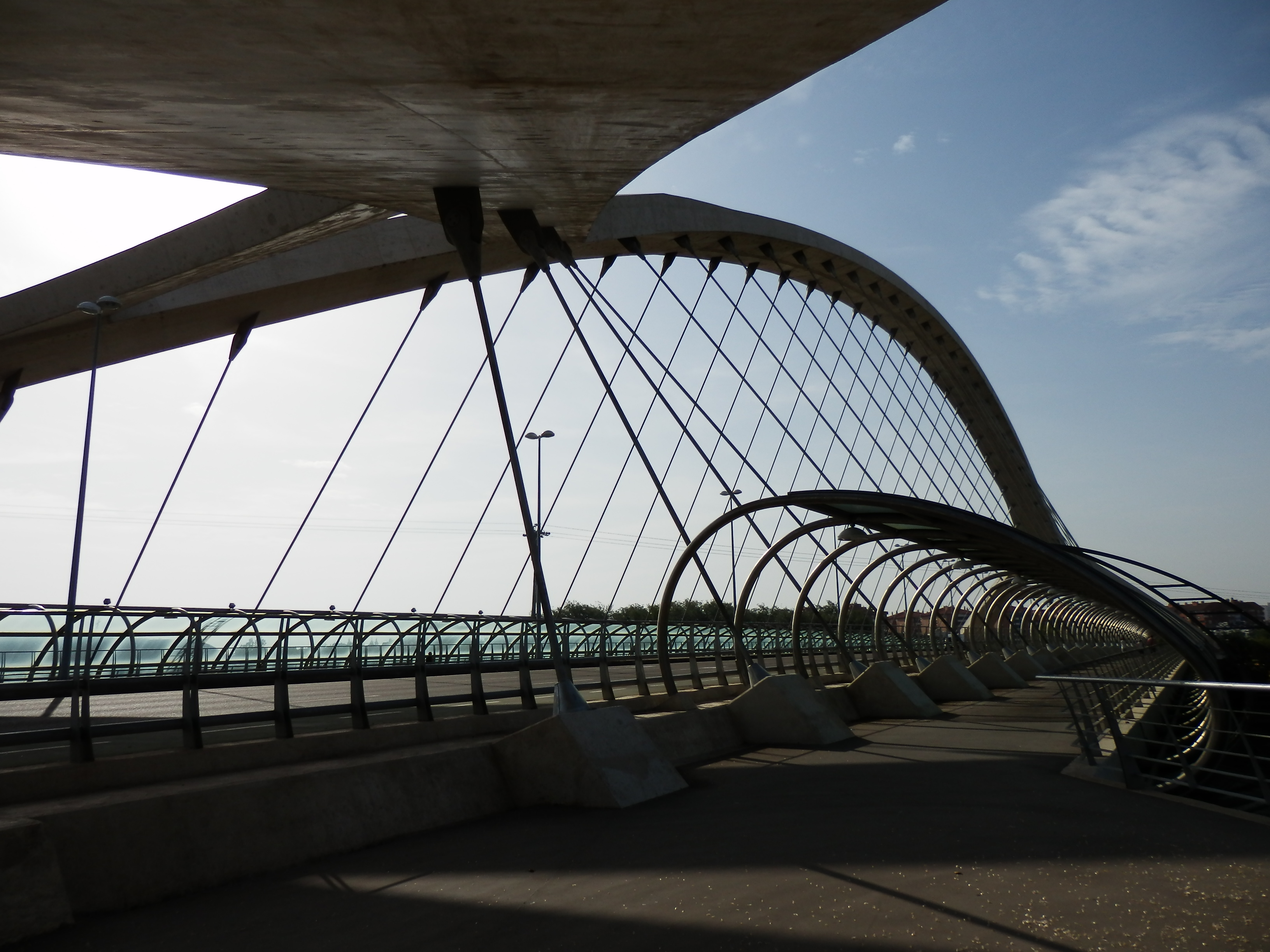
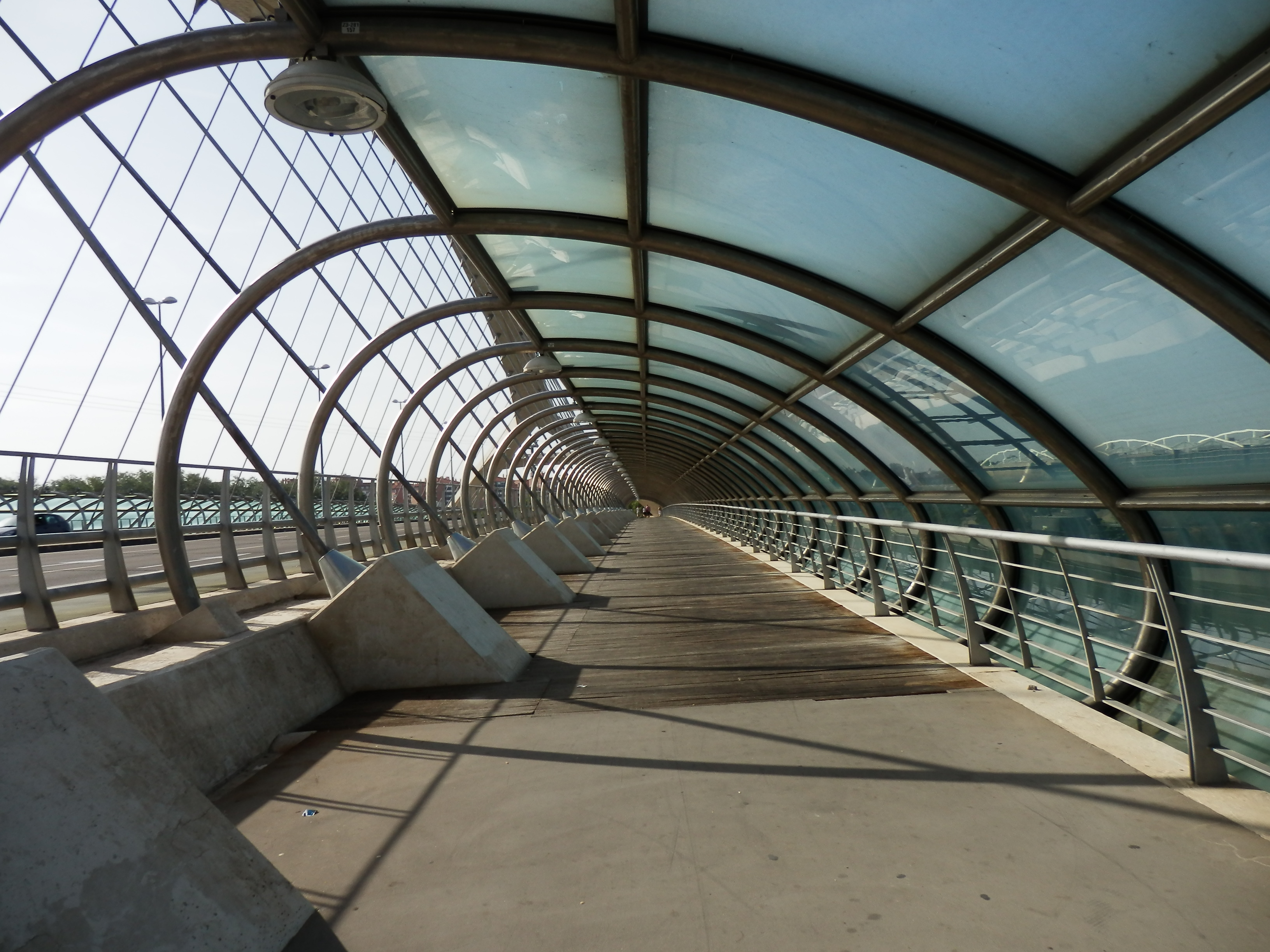
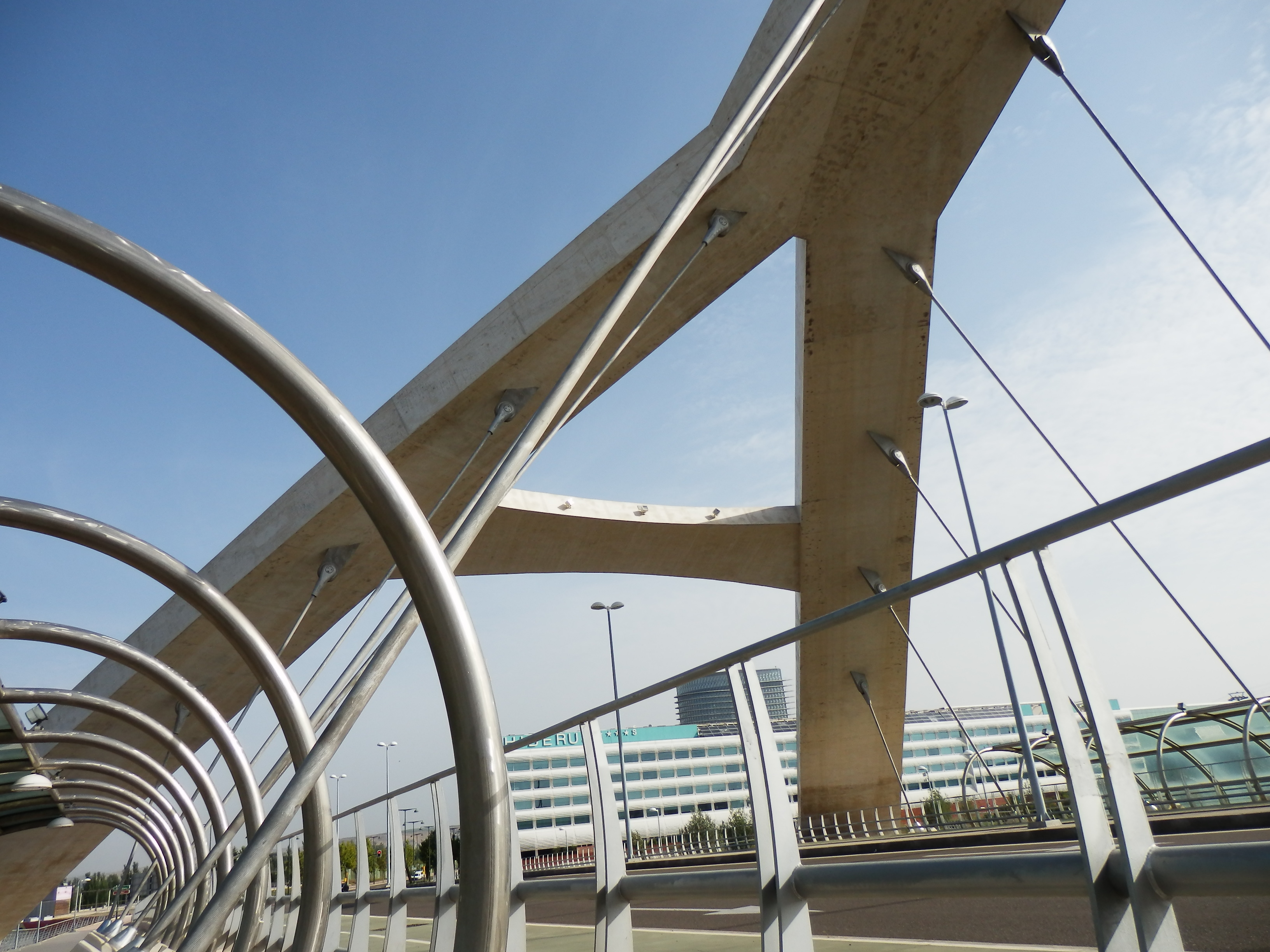
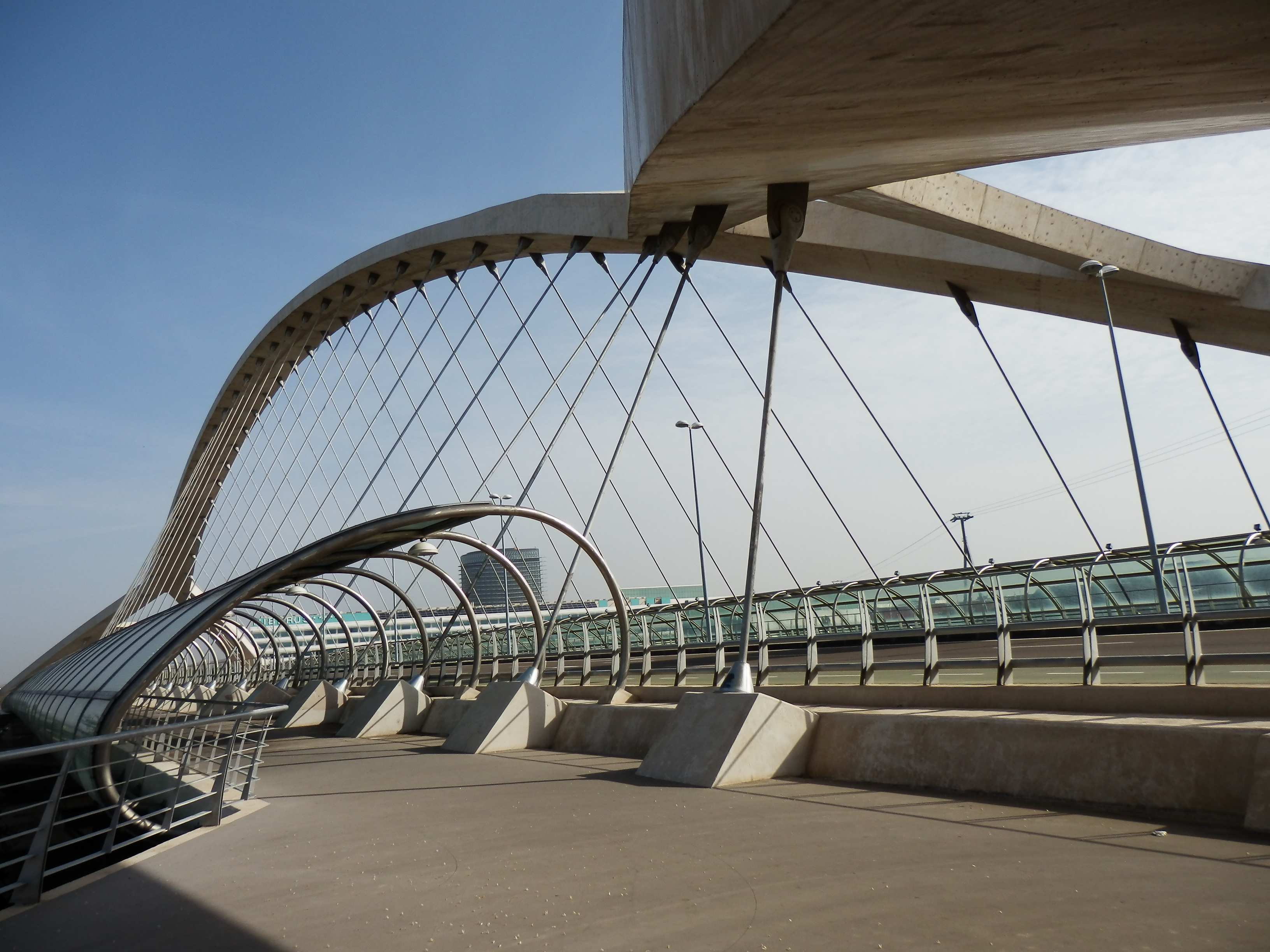
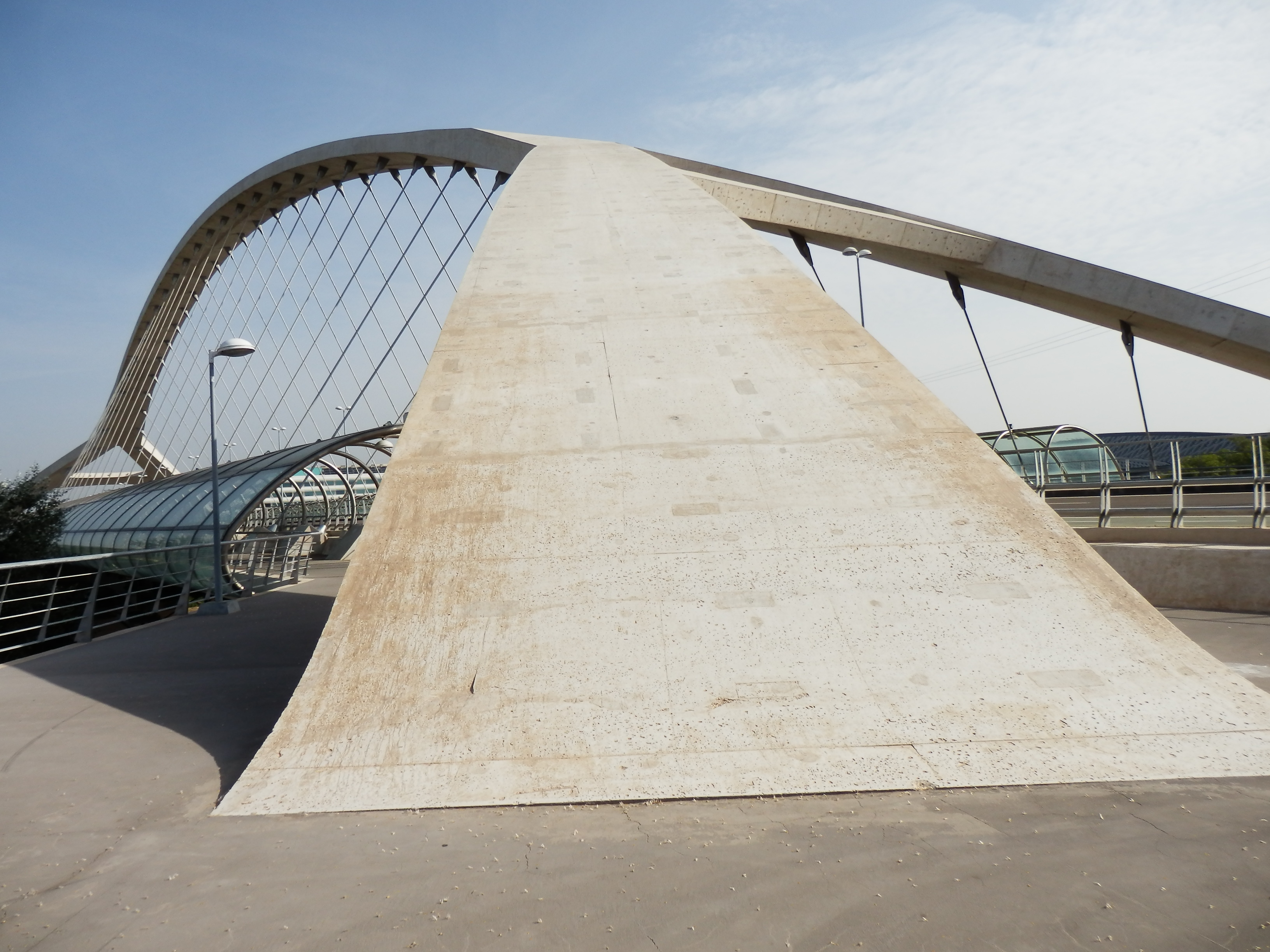
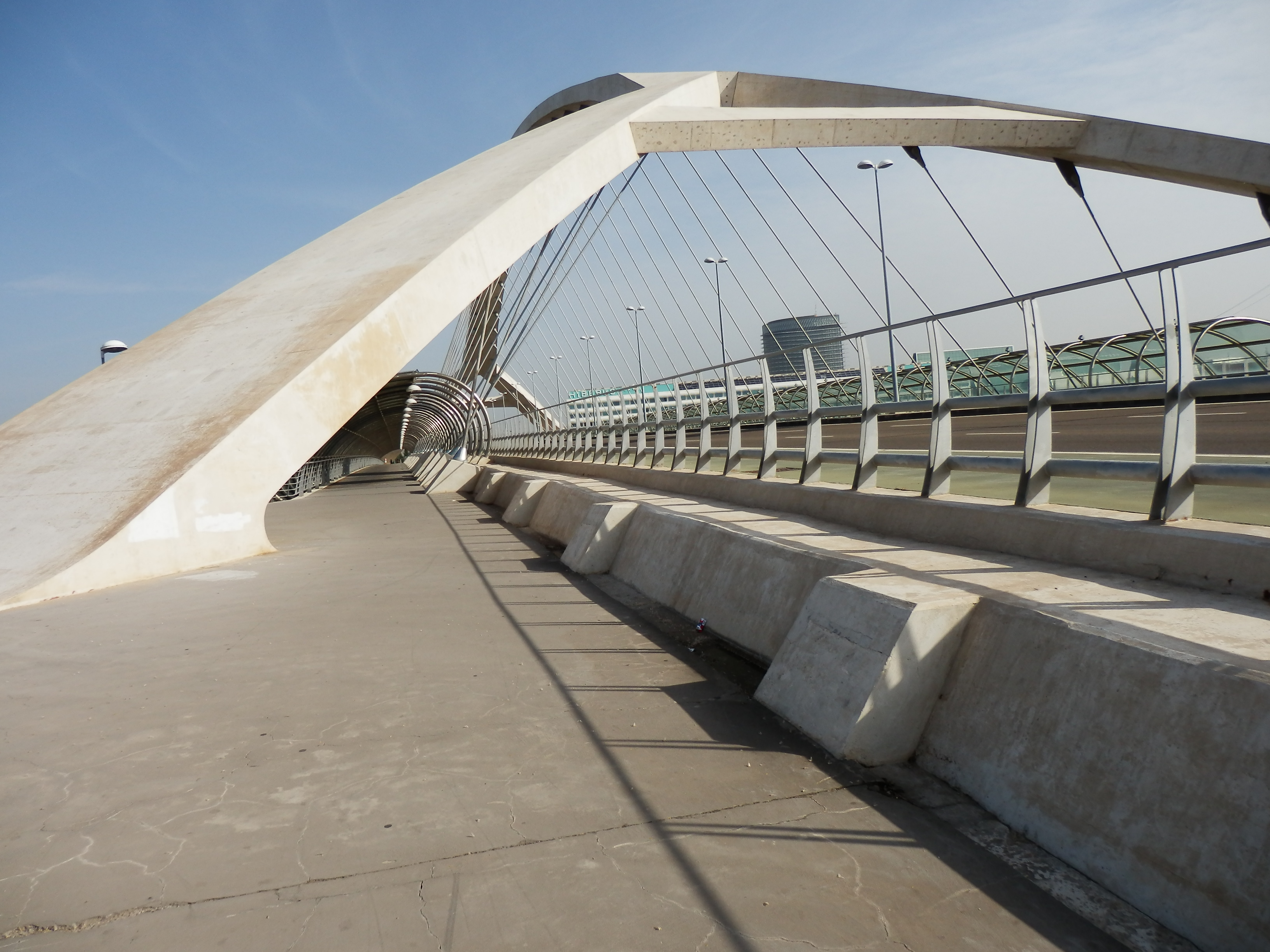
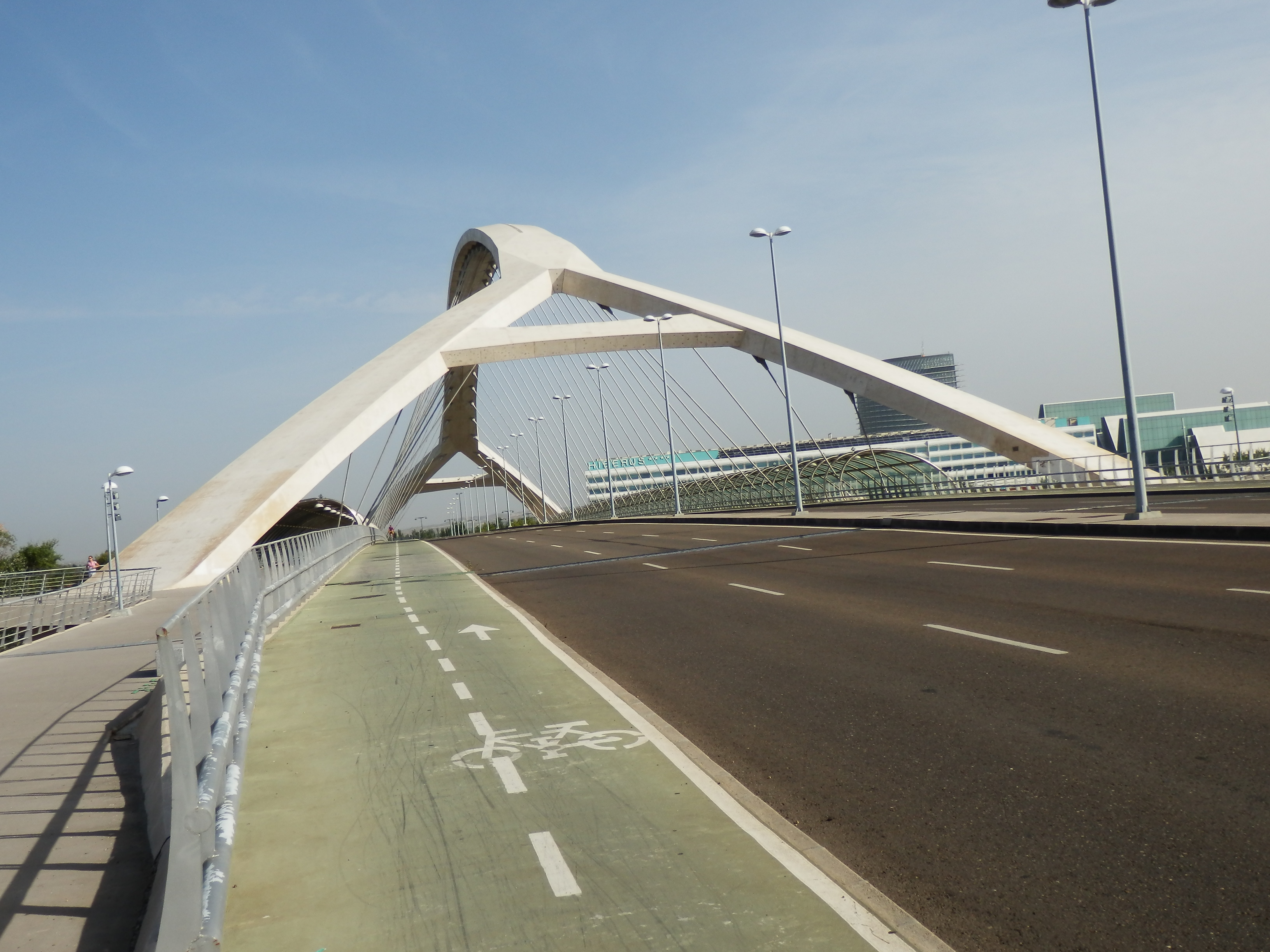
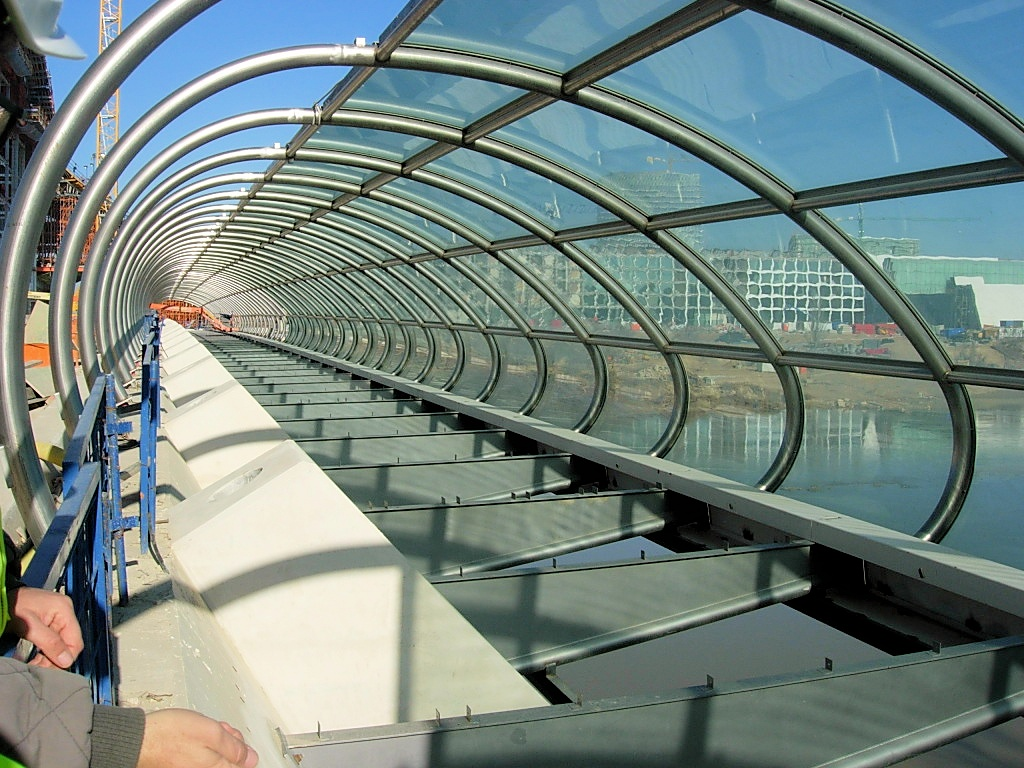
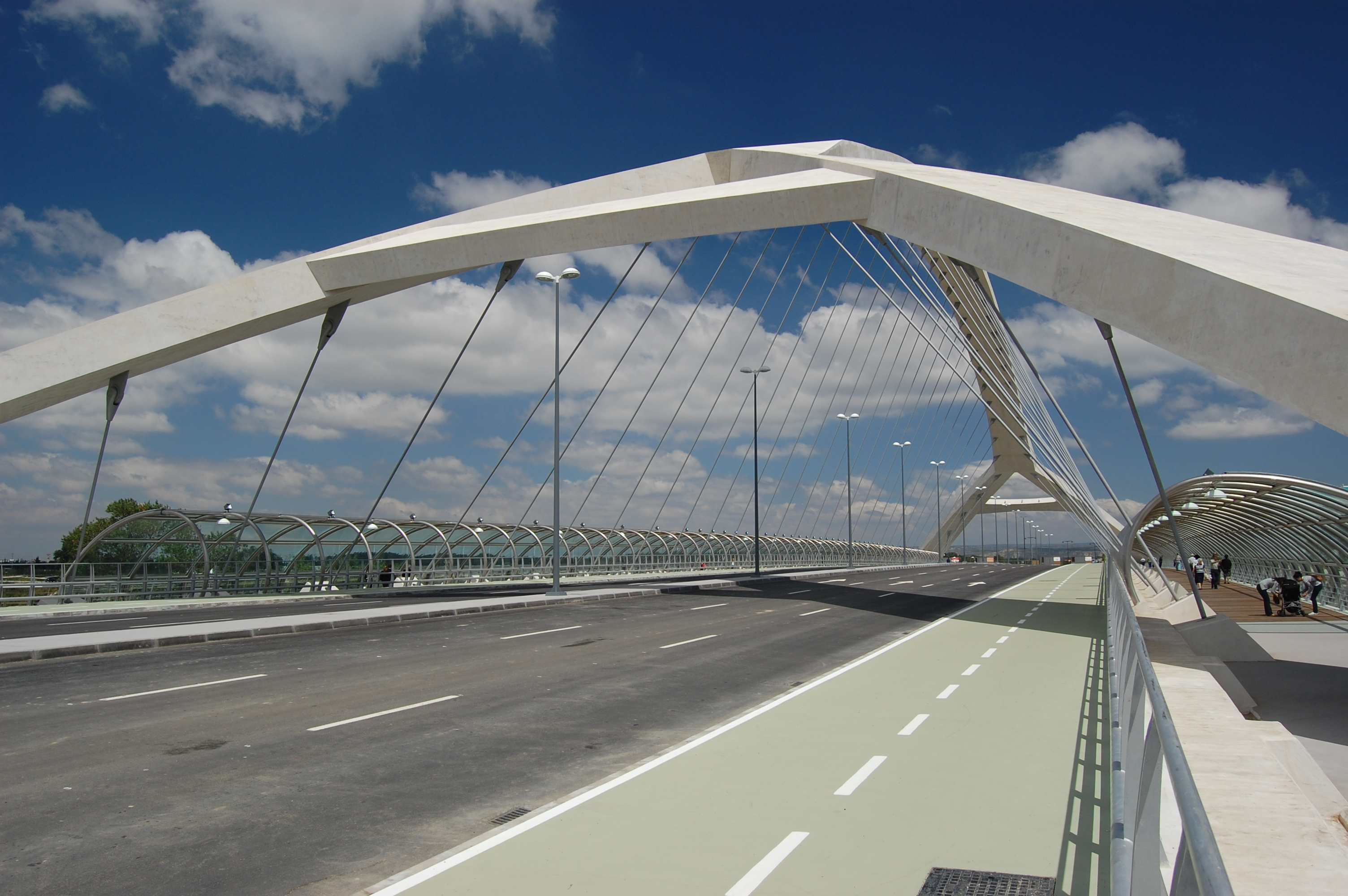
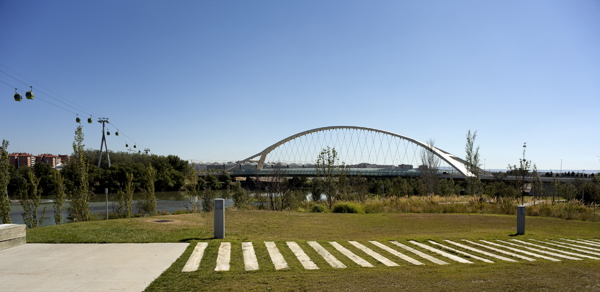
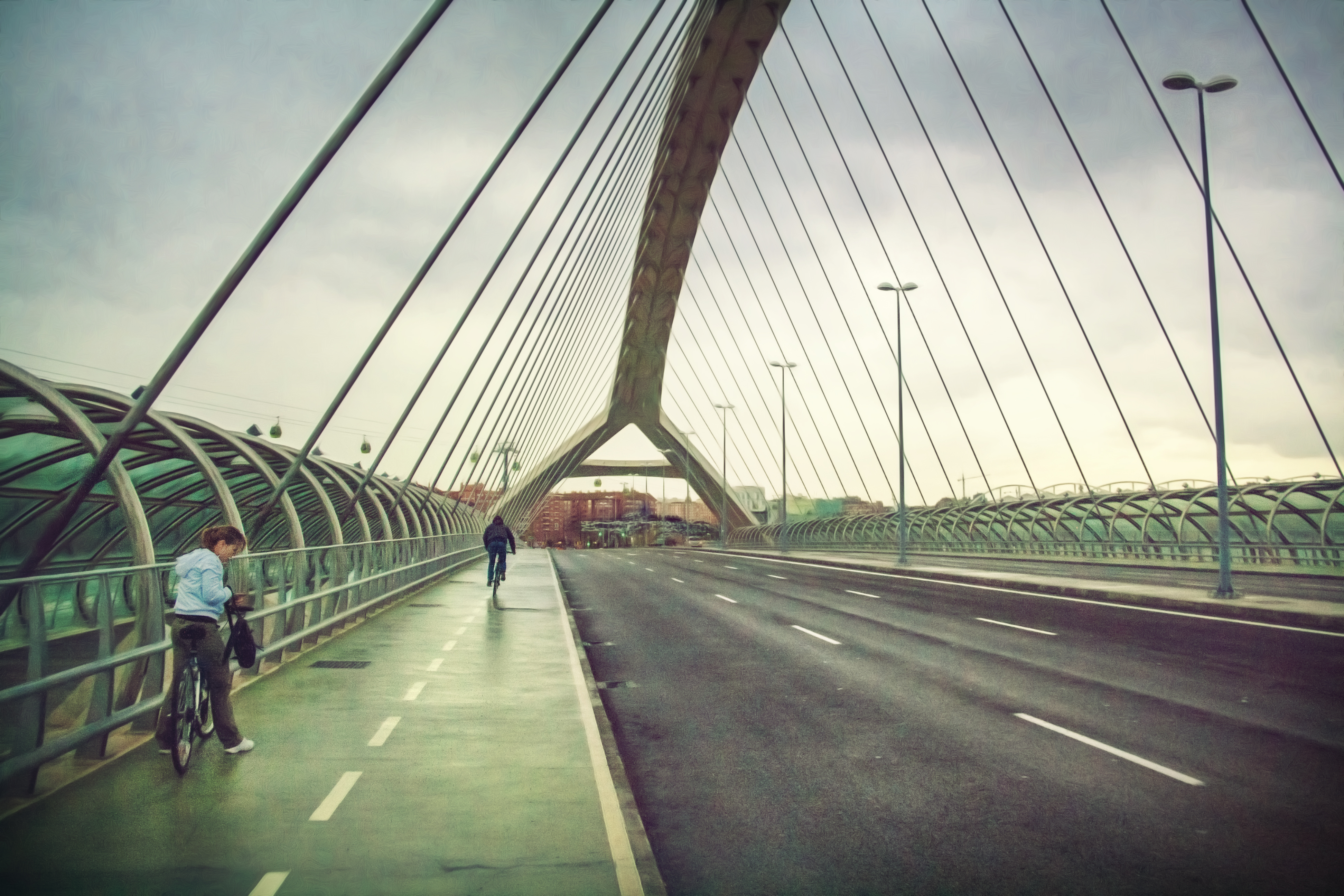
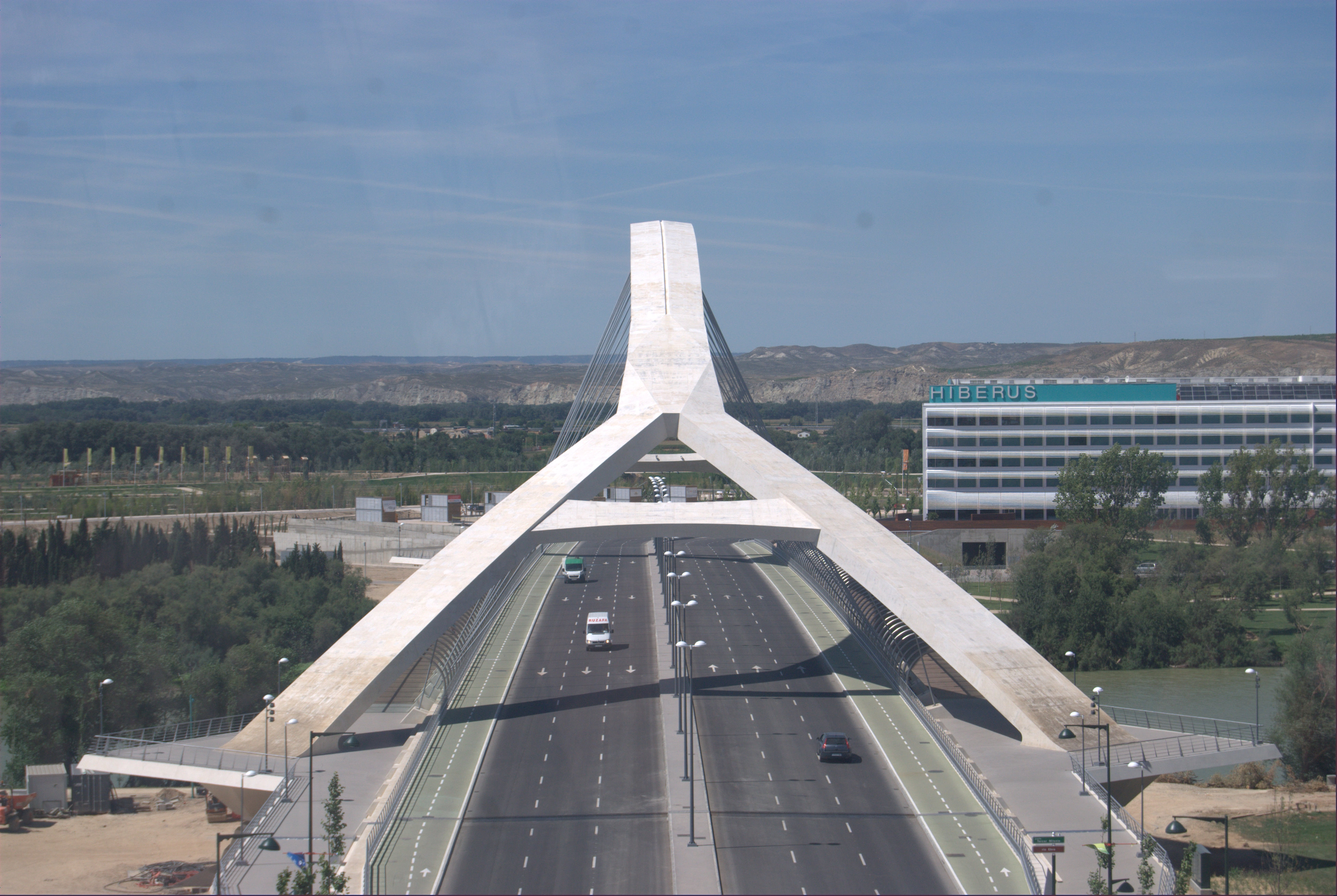
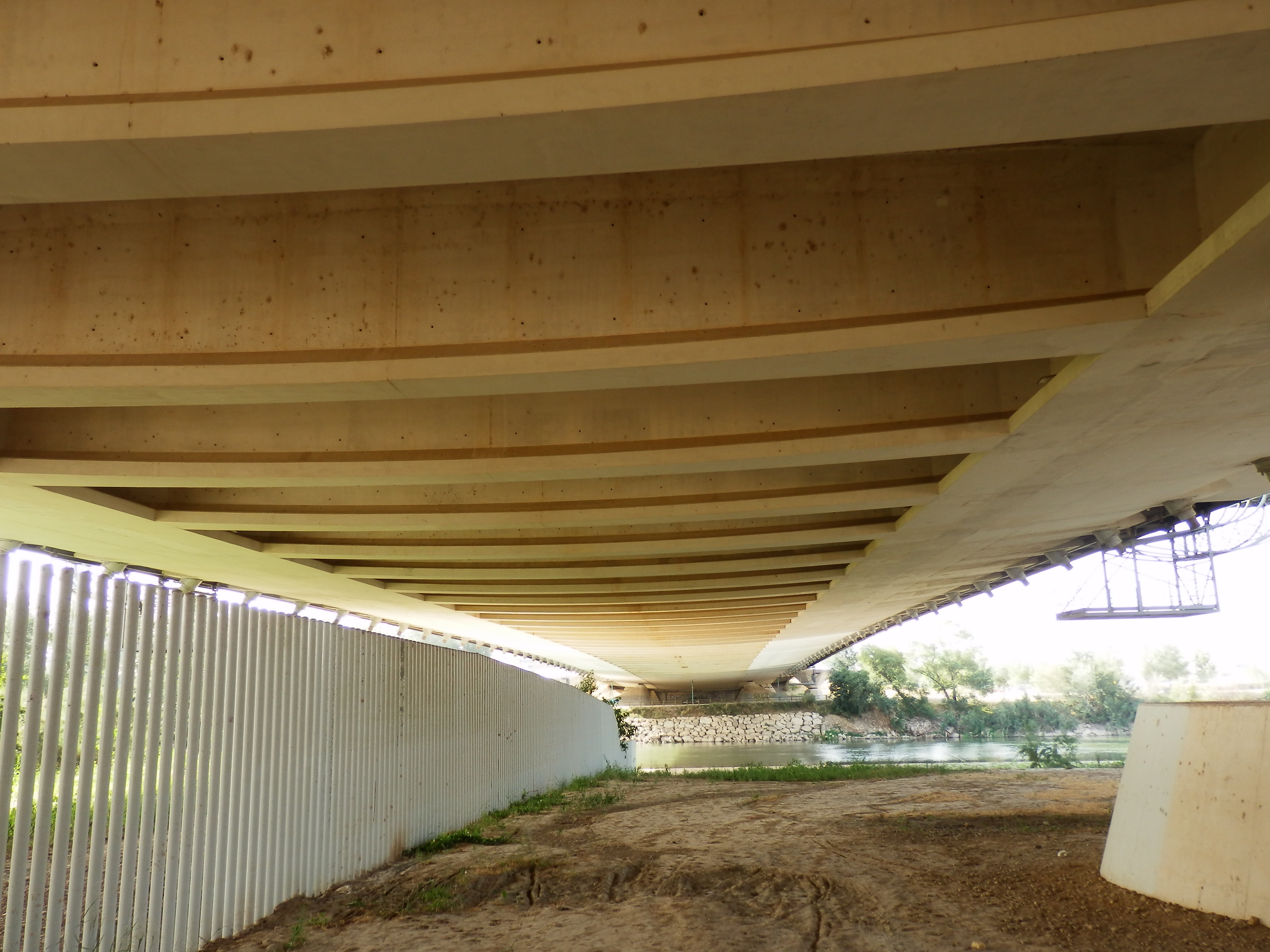
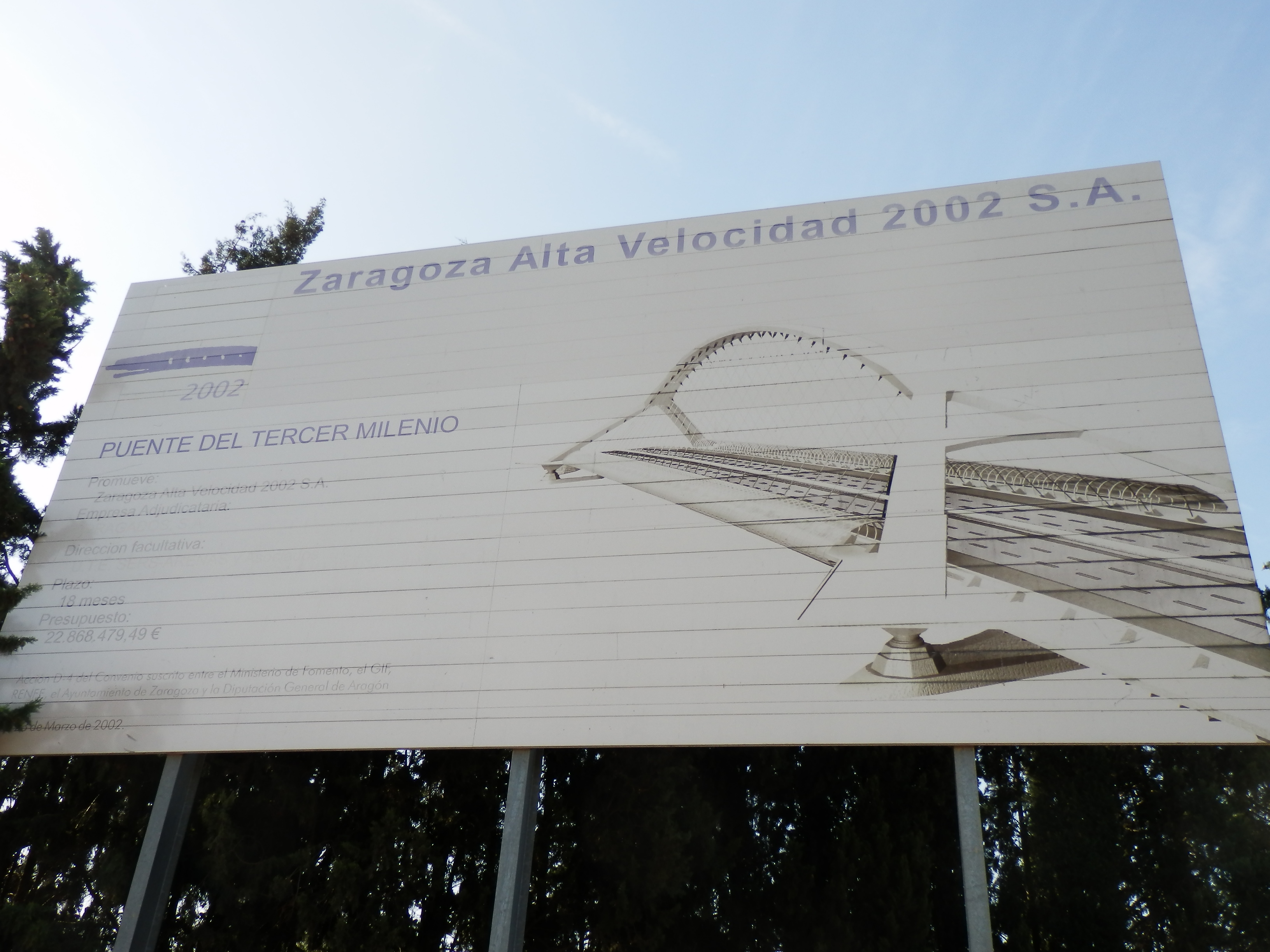

## Galería de imágenes de la construcción

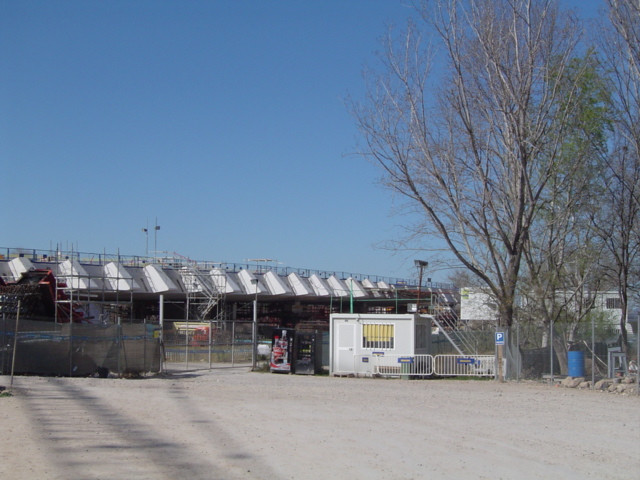
Marzo 2007
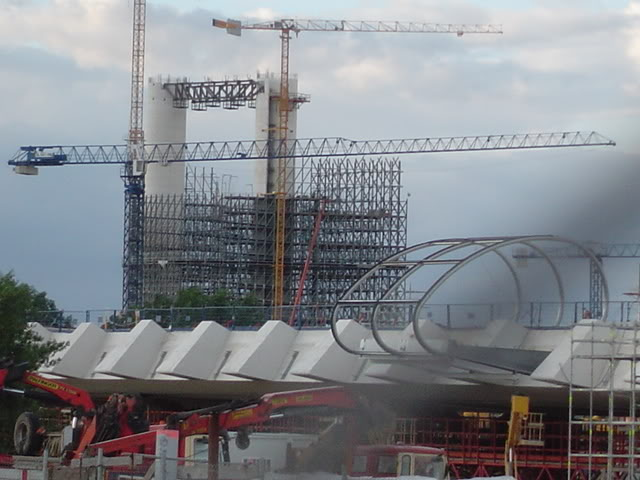
Mayo 2007
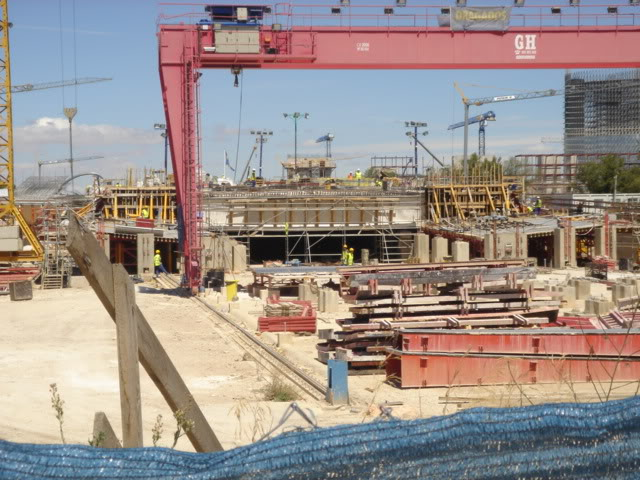
Agosto 2007
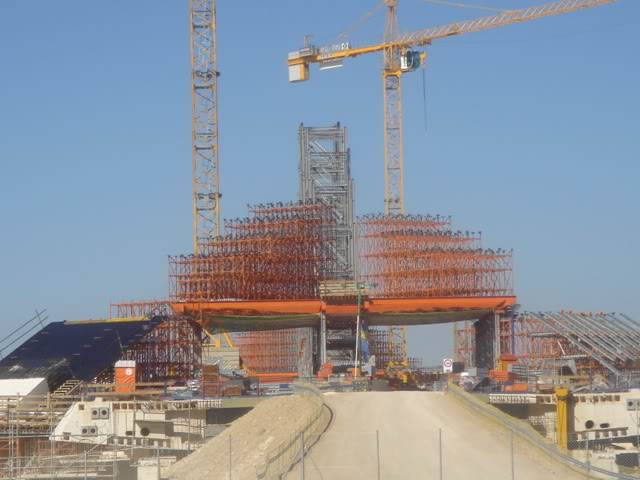
Octubre 2007
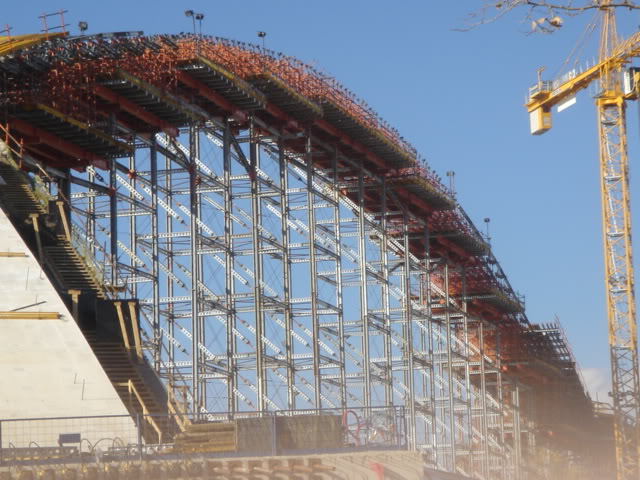
Diciembre 2007
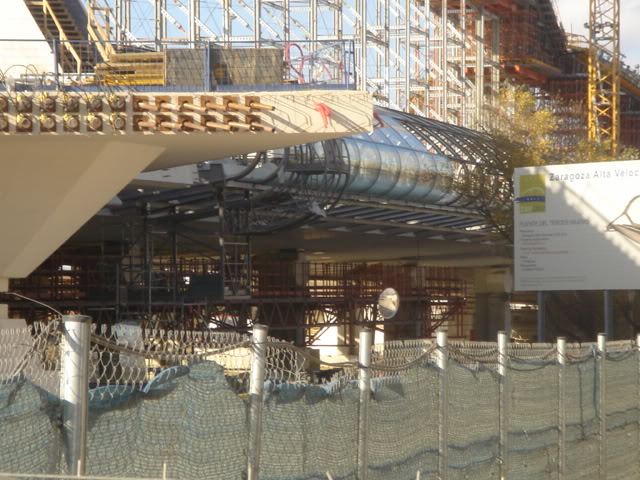
Diciembre 2007
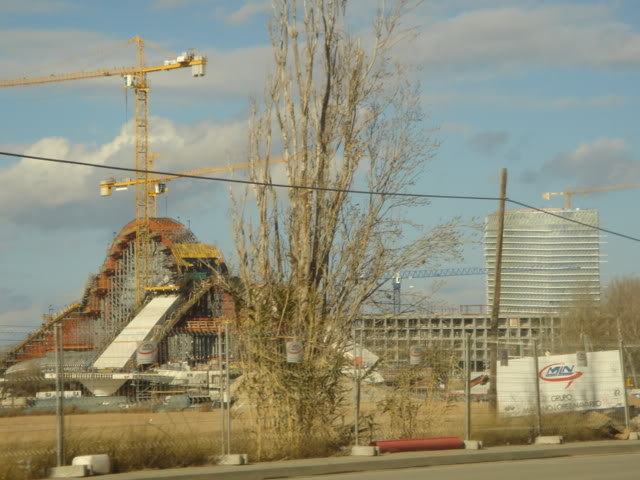
Diciembre 2007
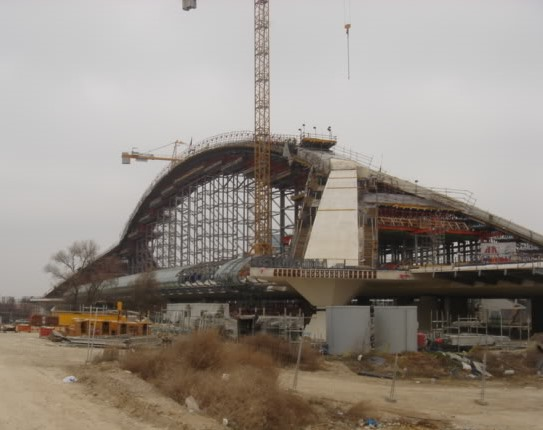
Febrero 2008
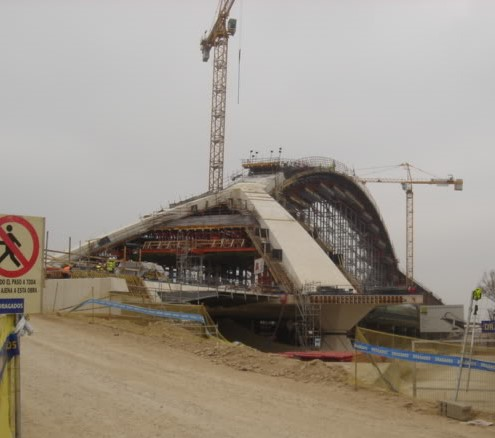
Febrero 2008
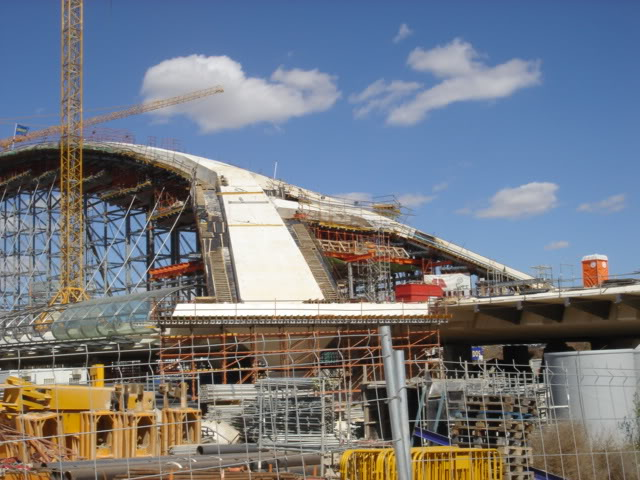
Marzo 2008
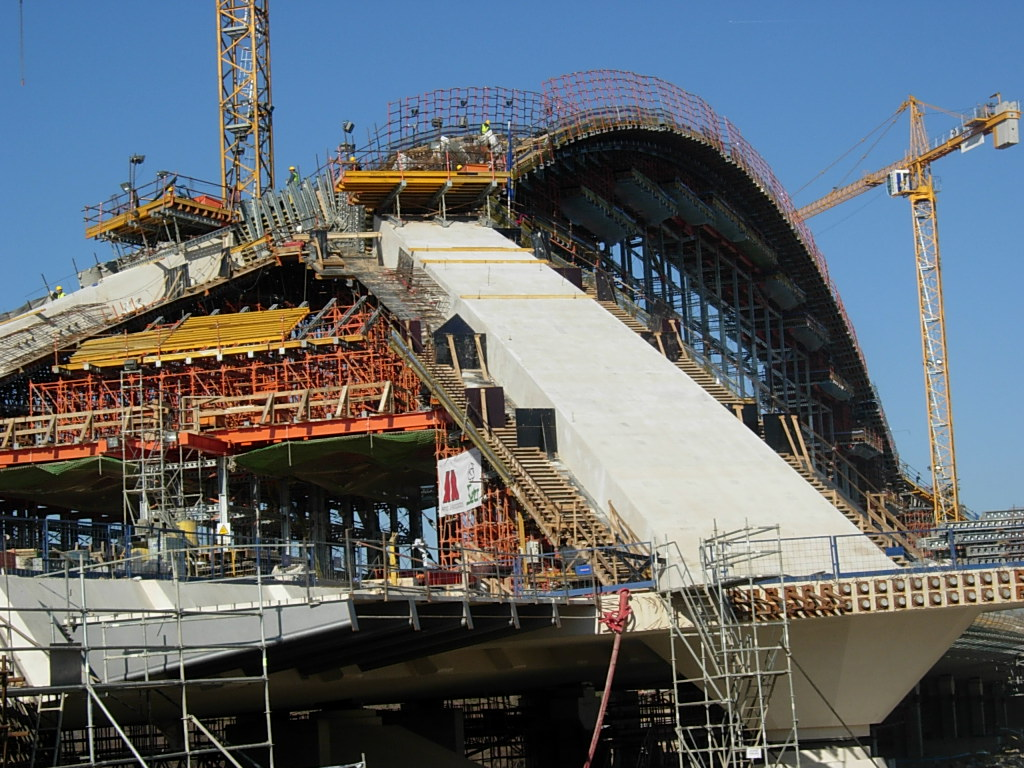
Abril 2008
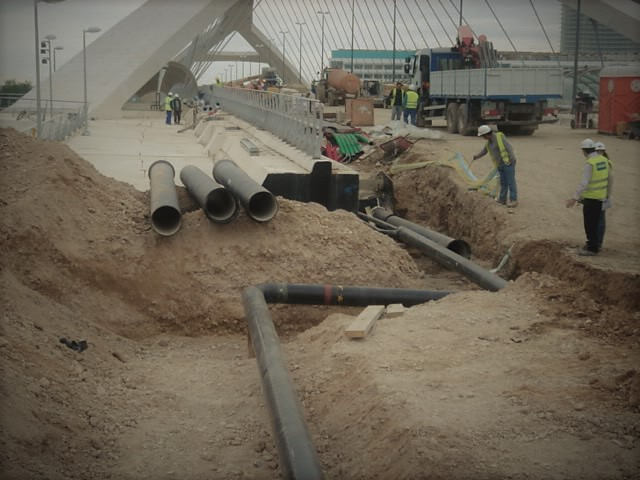
Mayo 2008